# Helkesimastix faecicola
Helkesimastix faecicola ist ein Flagellat, der in Wasser und Boden vorkommt und sich von Bakterien ernährt. Es ist die einzige Art der Gattung Helkesimastix.

## Merkmale
Helkesimastix faecicola ist ein sich gleitend fortbewegender Flagellat. Die Zelle ist zylindrisch und länglich. Das vordere Zellende besitzt einen kleinen Schnabel (Rostrum). Die vordere, kurze Geißel weist zur Seite, die hintere Geißel ist lange. Beide Geißeln inserieren ein einer kleinen Tasche. An der Unterseite befindet sich auf der Zelloberfläche eine Doppelreihe von lichtbrechenden Körperchen von unbekannter Natur. Im hinteren Bereich der Zelle befindet sich eine kontraktile Vakuole. Am Hinterende kann ein kleines, unverzweigtes Pseudopodium gebildet werden, die Zellform ist daher variabel. Zysten sind von dieser Art nicht bekannt. 

## Vorkommen
Helkesimastix faecicola kommt im Boden sowie in Süß- und Brackwasser vor, auch in Abwässern. 

## Belege
- Alexander P. Mylnikov, Serguei A. Karpov: Review of diversity and taxonomy of cercomonads. Protistology, Band 3, 2004, S. 201–217. ISSN 1680-0826